# Austrotinodes prolixus
Austrotinodes prolixus is een schietmot uit de familie Ecnomidae. De soort komt voor in het Neotropisch gebied.